# Tasha Scott
Tasha Scott es una actriz y cantante estadounidense.
Actuó en varias producciones en las décadas de 1980 y 1990. Apareció en varios programas de televisión, incluidos Snoops, South Central y The Parent 'Hood,  y en películas como Troop Beverly Hills, Kiss Shot  y Camp Cucamonga. También interpretó el papel de Dorothy en la gira nacional estadounidense del musical The Wiz de 1996 a 1997.    También interpretó a Effy en el episodio 12 de la temporada 3 de Quantum Leap.